# Nitrosloučeniny

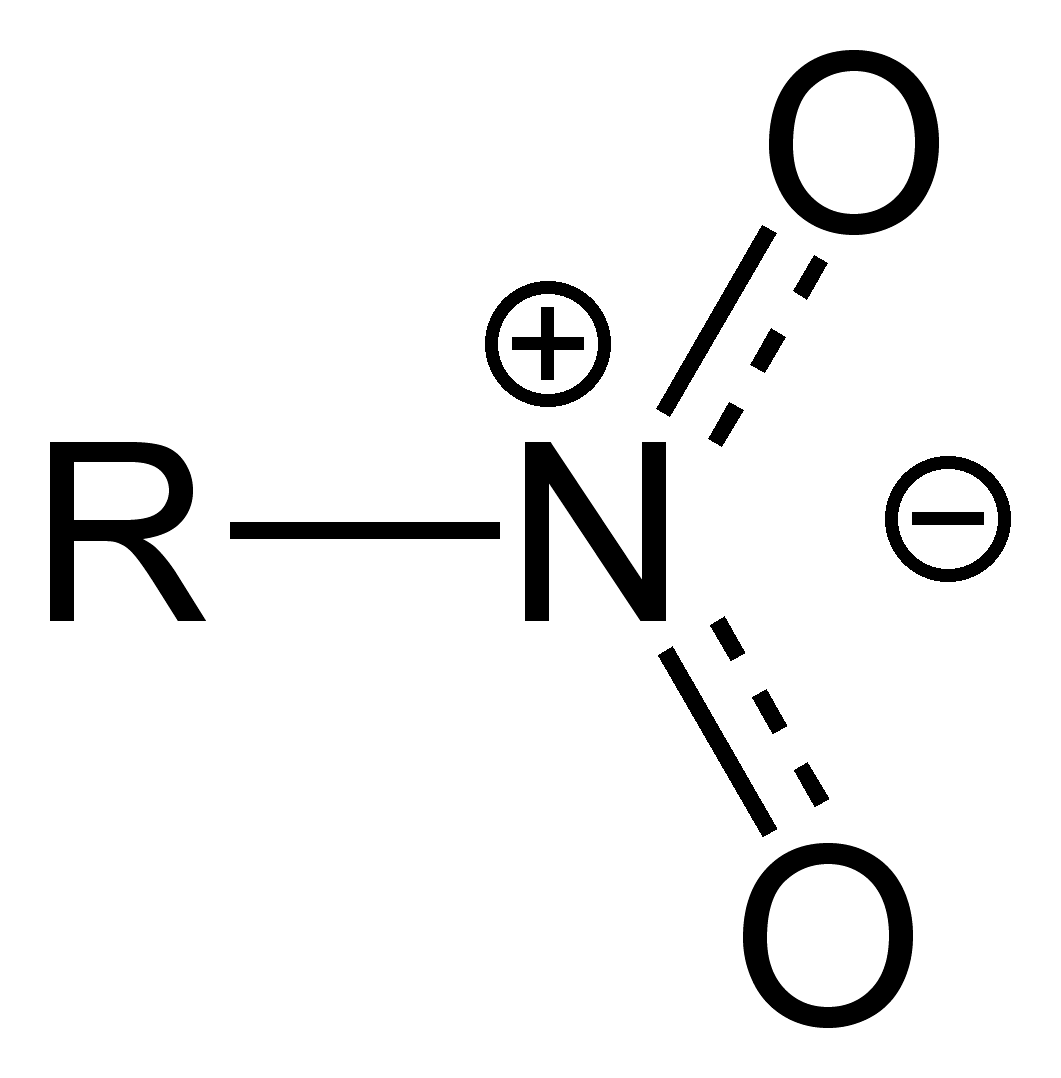
Nitroskupina

Nitrosloučeniny obsahují ve svých molekulách vazbu C-N, konkrétně jednovaznou nitroskupinu -NO2, která je vázaná na uhlík.

## Vlastnosti

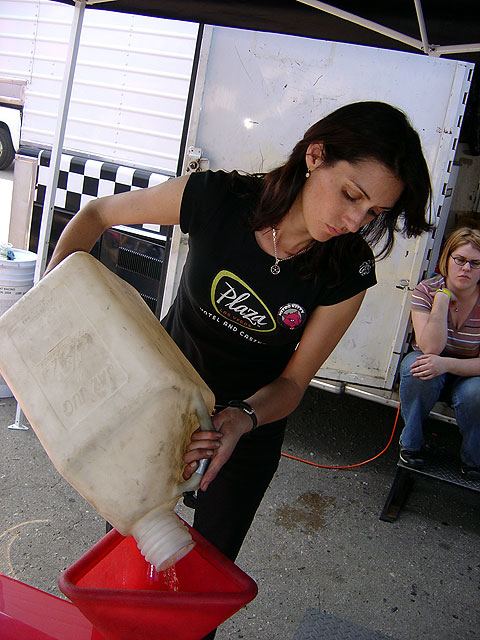
Nitromethan se používá v některých závodních automobilech

Většina sloučenin jsou kapaliny (např. nitromethan, nitroethan a nitrobenzen), některé jsou však pevné (např. trinitrotoluen (TNT) a methandinitrobenzen). Jsou nerozpustné ve vodě a mají typické aroma. Některé jsou jedovaté.

## Charakteristika vazby
Vazby vycházející z dusíkového atomu ke kyslíkům jsou rovnocenné a stejně dlouhé. Nitroskupina dodává sloučeninám polární charakter.

## Reakce
Nejvýznamnější reakcí je redukce aromatických nitrosloučenin. Nitroskupinu lze zredukovat až na aminoskupinu (pomocí kovu a kyseliny nebo vodíkem za přítomnosti katalyzátoru).
U aromatické elektrofilní substituce je nitroskupina substituentem druhé třídy, tj. usměrňuje substituci do polohy meta (3. uhlík).

## Příprava
Nitrosloučeniny vznikají nitrací uhlovodíků. Vzniká směs produktů, která obsahuje izomerní nitroderiváty vstupního uhlovodíku. Jejich oddělení se provádí destilací. Nitrace se v případě aromatických uhlovodíků provádí pomocí nitrační směsi, kterou tvoří kyselina sírová a kyselina dusičná. Při jejich smísení vzniká kationt NO2+, který elektrofilně napadá uhlovodík.

## Zástupci
- Nitrobenzen – jedovatá výbušnina, má mandlovou vůni. Používá se k výrobě anilinu a azobarviv.
- Trinitrotoluen plným názvem 2,4,6-trinitrotoluen (TNT) – jedovatá výbušnina. Používá se pro přípravu výbušnin k odstřelování v dolech a lomech.
- Nitroglycerin – jedovatá výbušnina, žlutá kapalina. Používá se především k výrobě dynamitu. (Nitroglycerin nepatří mezi nitrosloučeniny, neboť nitroskupina není vázána na uhlík. Jedná se o ester.)